# Kevin McCall

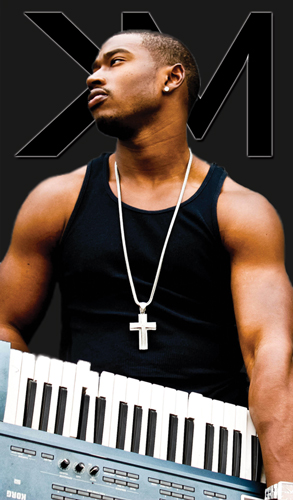
Kevin McCall

Kevin Lamar McCall, (Watts, 25 juli 1985), ook bekend als K-Mac, is een Amerikaanse zanger, songwriter, producer en rapper die onder contact staat bij Universal Music Group en CBE (Chris Brown Entertainment).
Hij heeft drie zussen en één broer. Hoewel hij de meeste tijd van zijn jeugd doorbracht met voetballen en dit bleef beoefenen op de universiteit aan de Washington State University, had hij altijd interesse in muziek.  Hij begon met zingen in het kerkkoor en later leerde zichzelf piano spelen. 
In 2016 heeft Kevin een flinke ruzie met Chris Brown over onder andere financiële zaken.
Hij schreef Last Train to Paris, en werd samen met Chris Brown genomineerd voor Deuces op de Grammy's van 2011.